# FA Charity Shield 1910
Lo FA Charity Shield 1910, noto in italiano anche come Supercoppa d'Inghilterra 1910, è stata la 3ª edizione della Supercoppa d'Inghilterra.
Si è svolto il 5 settembre 1910 allo Stamford Bridge di Londra tra l'Aston Villa, vincitore della First Division 1909-1910, e il Brighton & Hove Albion, vincitore della Southern Football League 1909-1910.
A conquistare il titolo è stato il Brighton & Hove che ha vinto per 1-0 con rete di Charlie Webb nel corso del secondo tempo.

## Partecipanti
| Squadre     | Qualificazione                                     | Partecipazioni precedenti (il grassetto indica la vittoria) |
| ----------- | -------------------------------------------------- | ----------------------------------------------------------- |
| Aston Villa | Vincitore della First Division 1909-1910           | Nessuna                                                     |
| Brighton    | Vincitore della Southern Football League 1909-1910 | Nessuna                                                     |

## Tabellino
| Londra 5 settembre 1910                | Brighton & Hove | 1 – 0 referto | Aston Villa | Stamford Bridge (15.000 spett.) |
| \| \| \| \| \| Webb \| Marcatori \| \| |                 |               |             |                                 |
|                                        |                 |               |             |                                 |
| Webb                                   | Marcatori       |               |             |                                 |

### Formazioni
| Brighton:   |    |                  |
|             |    |                  |
| P           | 1  | Bob Whiting      |
| D           | 2  | Fred Blackman    |
| D           | 3  | Joe Leeming      |
| C           | 4  | Billy Booth      |
| C           | 5  | Joe McGhie       |
| C           | 6  | Jack Haworth     |
| A           | 7  | Bertie Longstaff |
| A           | 8  | Jimmy Coleman    |
| A           | 9  | Bullet Jones     |
| A           | 10 | Charlie Webb     |
| A           | 11 | Bill Hastings    |
| Allenatore: |    |                  |
| Jack Robson |    |                  |

| Aston Villa:  |    |                  |
|               |    |                  |
| P             | 1  | Arthur Cartlidge |
| D             | 2  | Tommy Lyons      |
| D             | 3  | Freddie Miles    |
| C             | 4  | George Tranter   |
| C             | 5  | Chris Buckley    |
| C             | 6  | George Hunter    |
| A             | 7  | Charle Wallace   |
| A             | 8  | Joseph Walters   |
| A             | 9  | Walter Gerrish   |
| A             | 10 | Joe Bache        |
| A             | 11 | Albert Hall      |
| Allenatore:   |    |                  |
| George Ramsay |    |                  |